# AK Scorpii
AK Scorpii eller HD 152404 är en dubbelstjärna i den mellersta delen av stjärnbilden Skorpionen. Den har en högsta skenbar magnitud av ca 9,0 och kräver ett mindre teleskop för att kunna observeras. Baserat på parallax enligt Gaia Data Release 3 på ca 7,11 mas, beräknas den befinna sig på ett avstånd på ca 459 ljusår 141 parsek) från solen. Den rör sig närmare solen med en heliocentrisk radialhastighet på ca -2 km/s.

## Observation

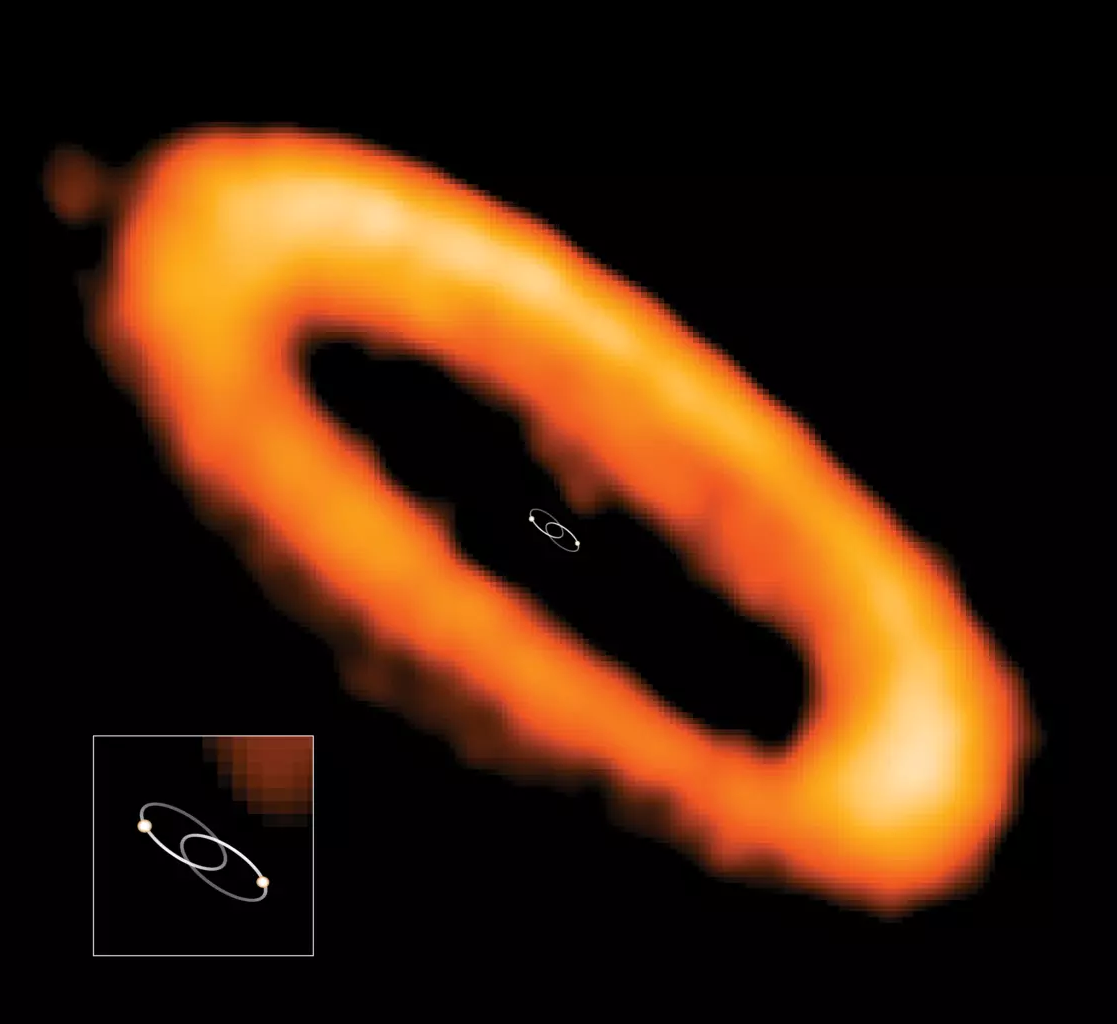
Stjärnsystemet AK Scorpii avbildat av ALMA. Dubbelstjärnans bana lades till för tydlighetens skull.
Foto: ALMA (ESO/NAOJ/NRAO), I. Czekala och G. Kennedy; NRAO/AUI/NSF, S. Dagnello

AK Scorpii ingår i den närliggande Övre Centaurus-Lupus stjärnbildande regionen och stjärnan samlar aktivt material. Dubbelstjärnan är omgiven av en gemensam stoftskiva som avbildades med VLT/SPHERE i spritt ljus och med ALMA. Den smala stoftringen har en radie på cirka 30 astronomiska enheter och gapet mellan den dubbelstjärnan och stoftskivan är fylld av lite gas. 

## Egenskaper
Primärstjärnan AK Scorpii A är en vit underjättestjärna eller stjärna i huvudserien av spektralklass F5 IV-V Den har en massa som är ca 1,25 solmassor. Följeslagaren har också en massa av ca 1,25 solmassa.

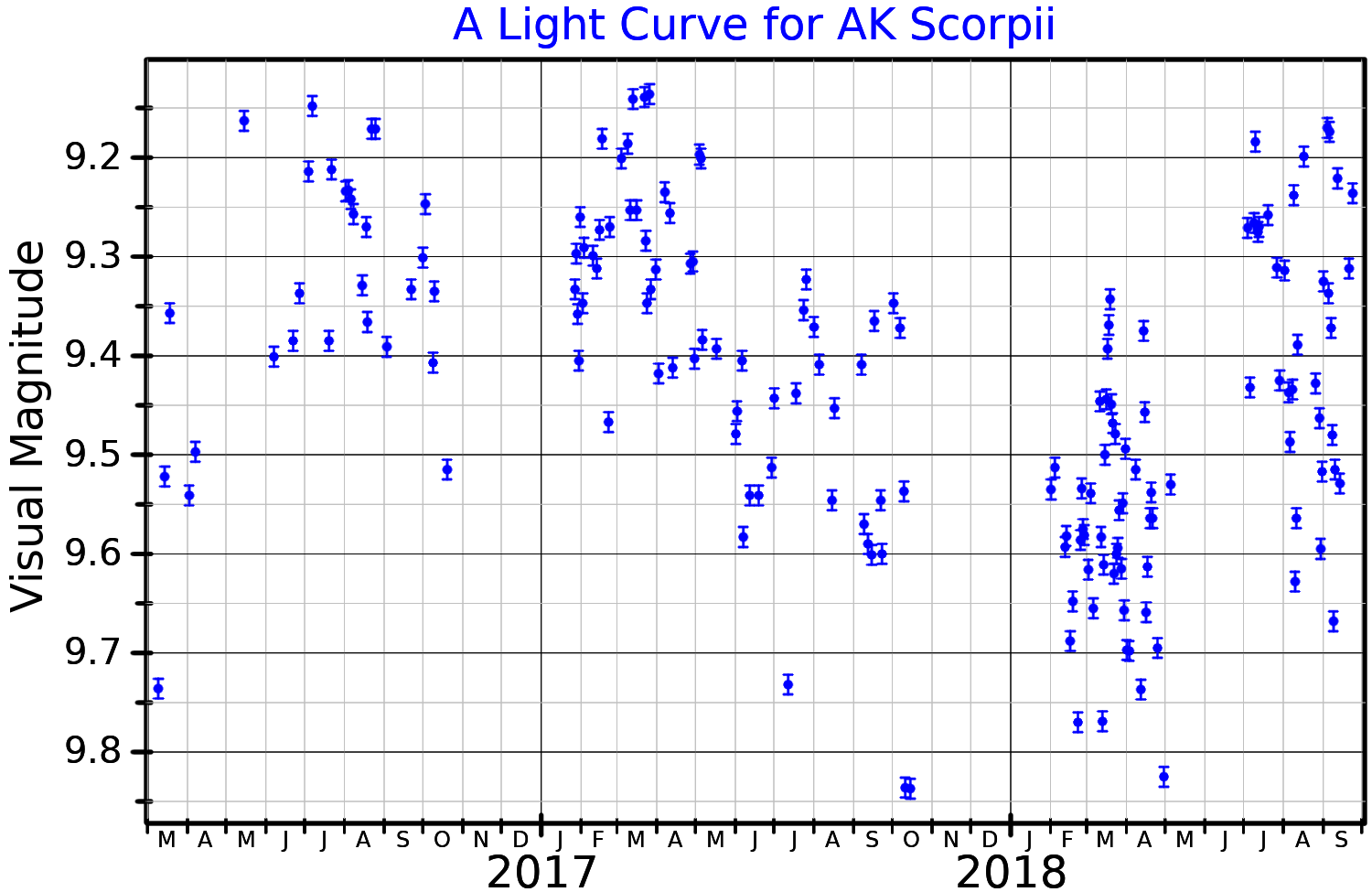
Ljuskurva i synliga bandet för AK Scorpii, anpassad från ASAS-SN-data NASA:s TESS-data

Dubbelstjärnan ligger i en excentrisk bana som orsakar varierande ackretionshastigheter på grund av gravitationsinteraktioner med stoftskivan. Vid den mest avlägsna punkten i omloppsbanan för binären (apoastron) dras materia från den inre skivkanten in i gapet. Materialet bildar ansamlingsströmmar som fyller ringliknande strukturer runt varje komponent i dubbelstjärnan. Vid den närmaste punkten i omloppsbanan (periastron), kommer de ringliknande strukturerna i kontakt, vilket leder till en vinkelmomentumförlust och därmed uppstår ett ackretionsutbrott.
I augusti 2014 observerades systemet med rymdteleskopet Hubble under periastronpassagen. Teleskopet observerade en minskning av väteflödet, vilket förklaras av ockultationen av stjärnan av en gasström som faller mot stjärnan. Systemet visar genom XMM-Newton-data också ett förstärkt röntgen- och ultraviolettflöde under periastron, vilket är ett ytterligare tecken på starkare ackretion under periastron.
Stjärnornas spektrum visar att deras atmosfär har överskott av de kemiska elementen yttrium, barium och lantan. Primärstjärnan visar dessutom ett överskott av zirkonium medan följeslagaren har överskott av svavel.